# Grobogan (Kedungjajang)
Grobogan is een bestuurslaag in het regentschap Lumajang van de provincie Oost-Java, Indonesië. Grobogan telt 5293 inwoners (volkstelling 2010).